# Aeolis Planum
L'Aeolis Planum è una struttura geologica della superficie di Marte.